# BIOMOD
O BIOMOD é uma competição de design biomolecular organizada desde 2011 pelo Instituto Wyss, parte da Universidade de Harvard.
A competição reúne alunos de graduação em uma competição internacional cujo objetivo é desenvolver nanoestruturas utilizando a tecnologia de DNA Origami. Os competidores constroem estruturas usando softwares de nanodesign biomolecular como o CADNANO, um softtware de código aberto. A competição é considerada um ambiente rico para estudantes aprenderem sobre xenobiologia.